# Supermarionetta
La Supermarionetta è il prodotto degli studi di Edward Gordon Craig sul teatro.
Attore e critico, egli affermò più volte che tutte le teorie sugli attori precedentemente elargite erano errate, in quanto non tenevano conto della soggettività dell'attore come essere umano, sottoposto a sentimenti propri e non comuni al personaggio che interpretava.
La supermarionetta si elevava al di sopra delle convenzionali pratiche teatrali con la nuova pratica basata sul movimento, un movimento automatico e macchinoso, in quanto Craig cerca di rispondere con questo alla sua domanda: "è adatto l'uomo come macchina teatrale?".
Per Craig inoltre, va sottolineato, l'attore come "essere umano" era di intralcio al movimento da effettuare sul palcoscenico.